# Hyundai Mighty II
O Mighty II é um modelo comercial leve da Hyundai.